# エドワード黒太子

エドワード黒太子の紋章。イギリス王位継承者として。

エドワード黒太子（エドワードこくたいし、英語: Edward, the Black Prince、KG、1330年6月15日 - 1376年6月8日）は、イングランドの王太子（プリンス・オブ・ウェールズ）で、イングランド王エドワード3世とフィリッパ・オブ・エノーの長子。クラレンス公ライオネル・オブ・アントワープ、ランカスター公ジョン・オブ・ゴーント、ヨーク公エドマンド・オブ・ラングリー、グロスター公トマス・オブ・ウッドストックの兄。オックスフォードシャーのウッドストック宮殿で生まれたため、エドワード・オブ・ウッドストック（Edward of Woodstock）とも呼ばれる。アキテーヌ公としてはエドゥアール4世。
非常に優秀な軍人であり、百年戦争前期における主要な戦闘に参加し、全ての戦いで最終的な勝利を収めている。中でも、1356年のポワティエの戦いではフランス王ジャン2世を捕虜とし、イングランドの勝利を決定的にした。

## 生涯
1337年に父からコーンウォール公に叙爵され、イングランド最初のduke（princeとともに公爵と訳される貴族位）になった。1339年に百年戦争が始まり、父がイングランドを留守にすることが多くなり、早くから形式的な代理を務め、1343年にウェールズ公（プリンス・オブ・ウェールズ）となった。これ以降、王の嗣子すなわち王太子がプリンス・オブ・ウェールズとなることが慣例化した。
1346年にフランス王フィリップ6世が率いるフランス軍を破ったクレシーの戦いでは、16歳ながら一部隊を率いて白兵戦を経験している。以後もカレー包囲戦やウィンチェルシーの海戦などに参加し、いずれも勝利を収めている。また、父が1348年に創設したガーター騎士団の一員にも選ばれている。
1355年からボルドーに派遣されアキテーヌにおける領土を拡大し、フランス南部の多くを支配下に入れた。1356年のポワティエの戦いでは、数的に劣勢にもかかわらずフランス王ジャン2世を捕虜とし、大勝利を収めた。これによりイングランドの勝利は決定的となり、1360年のブレティニー条約を導いた。
1362年には割譲されたアキテーヌのプリンス（公）に任じられ、フランス南部の広大な地域を支配するようになり、ボルドーの宮廷では宴会やトーナメントが開かれ、王の宮廷に匹敵する豪勢さを誇った。しかし、こうした黒太子の振る舞いは初めはアキテーヌの住民に好意的に受け止められたが、浪費に伴う重税とイングランド貴族に官職をばらまきアキテーヌ貴族には与えない姿勢が段々不満を高めていった。
1367年、カスティーリャ王国の内戦（第一次カスティーリャ継承戦争）でフランスが支援するエンリケ2世（恩寵王）に破れて亡命してきたペドロ1世（残酷王）を支援して遠征し、フランスのベルトラン・デュ・ゲクランとスペイン軍にナヘラの戦いで大勝した。しかし、この頃から黒太子は赤痢に冒されて病気がちになり（ペストに侵されていたという説もある）、戦後ペドロ1世と遠征費用の負担を巡り対立してアキテーヌへ戻り、黒太子に負債だけが残る結果となった。しかも、1369年3月にペドロ1世は態勢を立て直したゲクランとエンリケ2世の連合軍にモンティエルの戦いで敗死、カスティーリャはフランス派のエンリケ2世が治めることになり、アキテーヌは西をカスティーリャ海軍に脅かされる形になった。
ペドロ1世は約束した金を支払わなかったが、黒太子は連年のように戦争を続け、王に匹敵する豪勢な生活を送ったため、財政は破綻状態となった。財政再建のために1368年、支配下のアキテーヌ公領に対して炉税（家庭に設置してある竈ごとに課税する人頭税、世帯・家族ごとに徴税台帳を作ったので戸別税とも）を新たに課したため住民の不満は高まった。アキテーヌの豪族達、特にアルマニャック伯ジャン1世と甥のアルブレ卿アルノー・アマニューはフランス王シャルル5世の管轄するパリ高等法院に提訴し、これを受けて黒太子の出頭が命じられた。イングランド側は宗主権ごとアキテーヌが割譲されたと認識しており、黒太子は「自分の好きな時に大軍を率いて出頭する」と返答したため、シャルル5世はアキテーヌ公領の没収を宣言し、1369年11月に百年戦争が再開された。
しかし病に臥せっていた黒太子は戦場に出て指揮を執ることができず、イングランド支配下にあった城、都市は次々とフランス軍に奪回されていった。1370年に黒太子が無理を押して出陣したリモージュの包囲戦では開城させることに成功したが、以前にリモージュが無抵抗でフランス軍に開城した罰として住民3000人を虐殺した。これによりイングランド軍への反発は一層強まり、各地でフランス軍の猛反攻を受けることとなった。病が重くなって戦場に出ることもできなくなった黒太子は1371年に本国に帰還、黒太子がいなくなった後はゲクランがアキテーヌ侵攻作戦を展開して次々と領土を奪い取り、イングランドはアキテーヌの大部分を失いボルドーとバイヨンヌ周辺しか保てなくなった。
イングランドに帰国してからは、父に代わって国政を牛耳っていた弟のランカスター公ジョン・オブ・ゴーントから実権を取り戻し、1376年4月の善良議会の開催を後押しして国政改革に着手したが、同年6月に45歳で赤痢（またはペスト）により病死した。父も翌1377年に死去し、王位は黒太子の息子リチャード2世が継いだ。

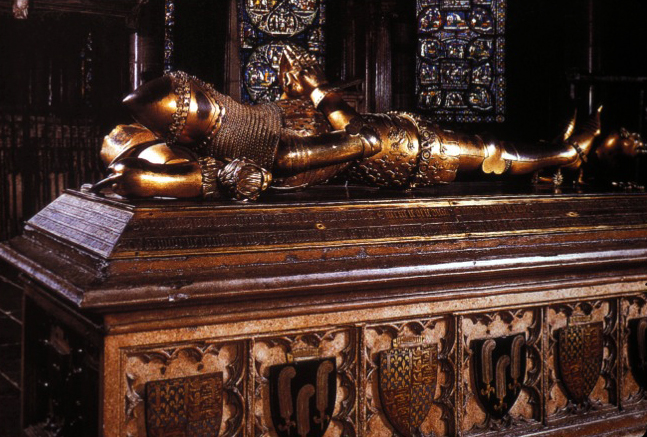
エドワード黒太子の墓

## 家族
1361年に父の従妹（従叔母）ジョーン・オブ・ケントと結婚した。当時の王族、上流貴族では珍しい恋愛結婚で、既に2度の結婚をしているジョーンとの結婚には反対が多かったが、黒太子が押し切ったという。ジョーンとの間にエドワード、リチャードの2人の息子をもうけたが、エドワードは早逝、リチャードが後に国王リチャード2世として即位している。
ジョーンはエドワード3世の摂政だったマーチ伯（ウェールズ辺境伯）ロジャー・モーティマーに処刑されたケント伯エドマンドの娘で、黒太子より2つ年上であり子供の頃は共に育てられていた。その後、キリスト教世界で一番の美女と称えられ、ソールズベリー伯ウィリアム・モンタギュー、次いでトマス・ホランド（ケント伯を継ぐ）と結婚した。トマス・ホランドの間には2男2女がおり、息子たちはリチャード2世の異父兄として後に重用され、ランカスター家の簒奪の原因の一つにもなっている。また、ガーター勲章の創設伝説の貴婦人はソールズベリー伯妃だったジョーンだという説が有力である。
- 父：エドワード3世
- 母：フィリッパ・オブ・エノー
  - 弟：クラレンス公ライオネル・オブ・アントワープ
  - 弟：ランカスター公ジョン・オブ・ゴーント
  - 弟：ヨーク公エドマンド・オブ・ラングリー
  - 弟：グロスター公トマス・オブ・ウッドストック
- 妻：ジョーン・オブ・ケント - 1361年結婚
  - 子：エドワード・オブ・アングレーム - 早世
  - 子：リチャード2世

## 黒太子の呼称

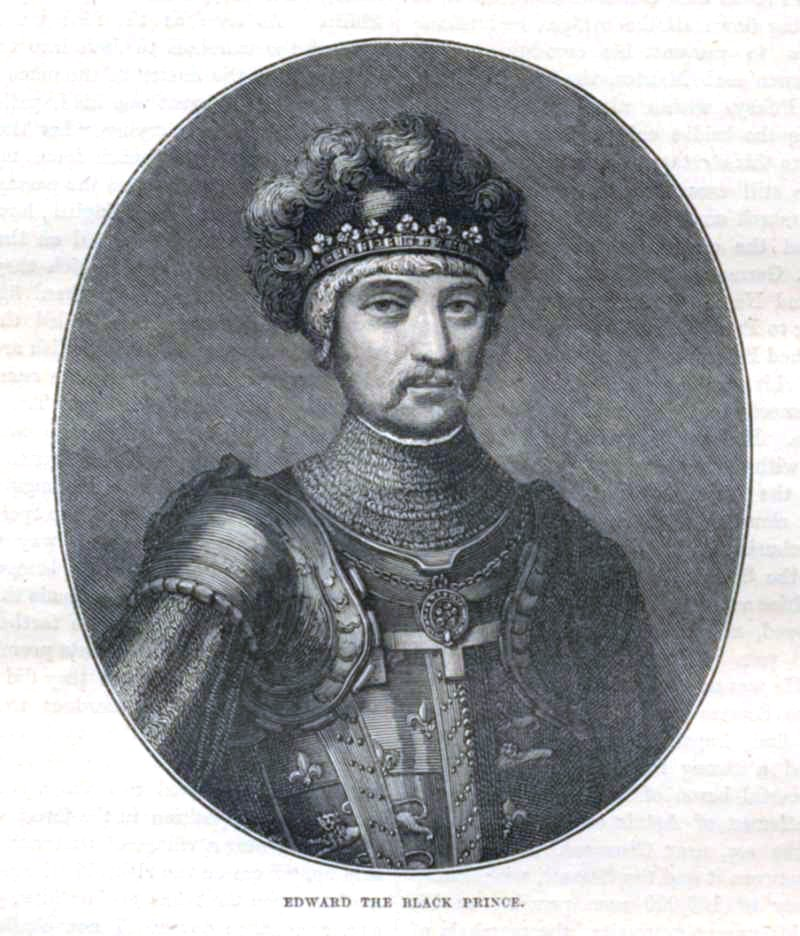
エドワード黒太子

エドワード・オブ・ウッドストックは、ほとんどの場合、黒太子（Black Prince）と呼ばれる。その理由は彼が常に黒色の鎧を着ていたためであるとよく言われるが、フランス側で黒太子の残虐行為などに対してnoir（黒）と呼んだという説もあり、必ずしも明確ではない。実際のところ、存命中そう呼ばれたことはなく、後世の創作であるとの説が有力である。
なお、当時の騎士が着用した鎧の中には、表面が磨かれず黒っぽい見た目をしたものもあった。この時期には鎧にも変化が見られており、この黒っぽく見える鎧を着用したために黒太子と呼ばれたのだとする説もある。

## エドワード黒太子が登場する作品
戯曲
- ウィリアム・シェイクスピア『エドワード三世』

小説
- 佐藤賢一『双頭の鷲』 - 主役ベルトラン・デュ・ゲクランの好敵手として登場。

漫画
- 蒲生総『SPLENDOUR OF KING ―ガーター騎士団』 - 主役として描かれており、父同様に死ぬまで好青年の姿として描かれている。
- 青池保子『アルカサル-王城-』 - カスティリア王ドン・ペドロの同盟者として登場。騎士道に篤い人物として描かれており、捕虜となったカスティリア貴族などを約定に反してドン・ペドロが勝手に処罰（死刑）にしたことが袂を別つ要因の一つになったとして描かれている。
- トミイ大塚『ホークウッド』 - 百年戦争で、主人公である傭兵隊長ジョン・ホークウッドの軍才に目をつける。

ゲーム
- BLADESTORM 百年戦争 - ジャンヌ・ダルクと共に主役の一人として登場。

映画
- ROCK YOU!（原題：A Knight's Tale ） - 主人公ウィリアムの馬上槍試合の対戦相手として登場。お忍びで試合に参加したところ、彼の素性に気付いた対戦相手が次々と棄権したため落胆を抱いていた。しかし王子と知ってなお対戦を受けてくれたウィリアムに感謝し、終盤になって彼の窮地に駆けつける。

朗読劇
- THE BLACK PRINCE - 主人公として登場。